# Joan Dartrica
Joan Dartrica o Venetrica (Thiarmont, Flandes, segle xv - Girona, setembre 1507) fou un escultor flamenc actiu a Girona a principis del segle xvi, autor entre d'altres del retaule major de l'església de Sant Feliu de Girona. La majoria de les seves obres no s'han conservat.

## Biografia
Joan Dartrica, citat també amb els cognoms Venetrica, Vanertrica, Dertica o Deertrica fou l'escultor més actiu d'aquests primers anys del segle xvi. Originari d'un poble proper a Lovaina, arribà a Girona pels volts del gener del 1500 probablement acompanyat Pere de Fontaines amb qui col·laborà assíduament. Poc després d'arribar a Girona es casà amb Bernardina, filla de Joan de Solivella, moliner de farina, i de Gallarda. En morir el 1507 deixà un fill petit, Miquel, del qual es feu càrrec la seva sogra, ja que abans ja havien mort la seva dona i el seu sogre.
Cronològicament, la primera obra documentada de Dartrica se situa l'any 1501 quan acordà amb el Capítol de la Catedral de Girona la realització d'un retaule de fusta per a la capella de Santa Magdalena. En els anys següents, l'activitat de l'escultor es va centrar principalment en la fabricació del retaule major de Sant Feliu, l'única obra conservada i que no arribà a acabar. El març del 1504 signà el contracte per a la construcció del brancal i sotabrancal del retaule i un any després, el contracte per a la resta del retaule. Ell únicament elaborà la traça del retaule, el conjunt de la predel·la i algun fragment del cos del retaule.
També consta la realització dels retaules de la Verge i Sant Maurici per a l'església del Mercadal de Girona (1505) i del retaule major de Cervià de Ter (1506), pintat per Pere de Fontaines.